# Mitgliedschaft Äthiopiens in internationalen Organisationen
Die Demokratische Bundesrepublik Äthiopien ist Mitglied in folgenden internationalen Organisationen und Einrichtungen:
- AKP-Gruppe
- Internationale Atomenergie-Organisation
- Internationale Entwicklungsorganisation
- Afrikanische Entwicklungsbank
- Internationale Bank für Wiederaufbau und Entwicklung
- Wirtschaftskommission für Afrika
- Internationales Olympisches Komitee
- Konferenz der Vereinten Nationen für Handel und Entwicklung
- Ernährungs- und Landwirtschaftsorganisation der Vereinten Nationen
- Internationaler Fonds für landwirtschaftliche Entwicklung
- Internationaler Währungsfonds
- Gruppe der 24
- Gruppe der 77
- Hoher Flüchtlingskommissar der Vereinten Nationen
- Intergovernmental Authority on Development
- Intelsat
- Interpol
- Internationale Organisation für Normung
- Internationale Rotkreuz- und Rothalbmond-Bewegung
- Bewegung der Blockfreien Staaten
- Internationale Zivilluftfahrtorganisation
- Organisation für das Verbot chemischer Waffen
- Internationale Organisation für Migration (Beobachter)
- Internationale Arbeitsorganisation
- Internationale Seeschifffahrts-Organisation
- Organisation météorologique mondiale
- Weltorganisation für geistiges Eigentum
- Weltgesundheitsorganisation
- Welttourismusorganisation
- Vereinte Nationen
- Organisation der Vereinten Nationen für industrielle Entwicklung
- Organisation für Afrikanische Einheit und Nachfolgeorganisation Afrikanische Union
- Internationale Finanz-Corporation
- Internationale Fernmeldeunion
- Organisation der Vereinten Nationen für Erziehung, Wissenschaft und Kultur
- Organisation der Vereinten Nationen für industrielle Entwicklung
- Universität der Vereinten Nationen
- Weltpostverein